# Sangre y hierro

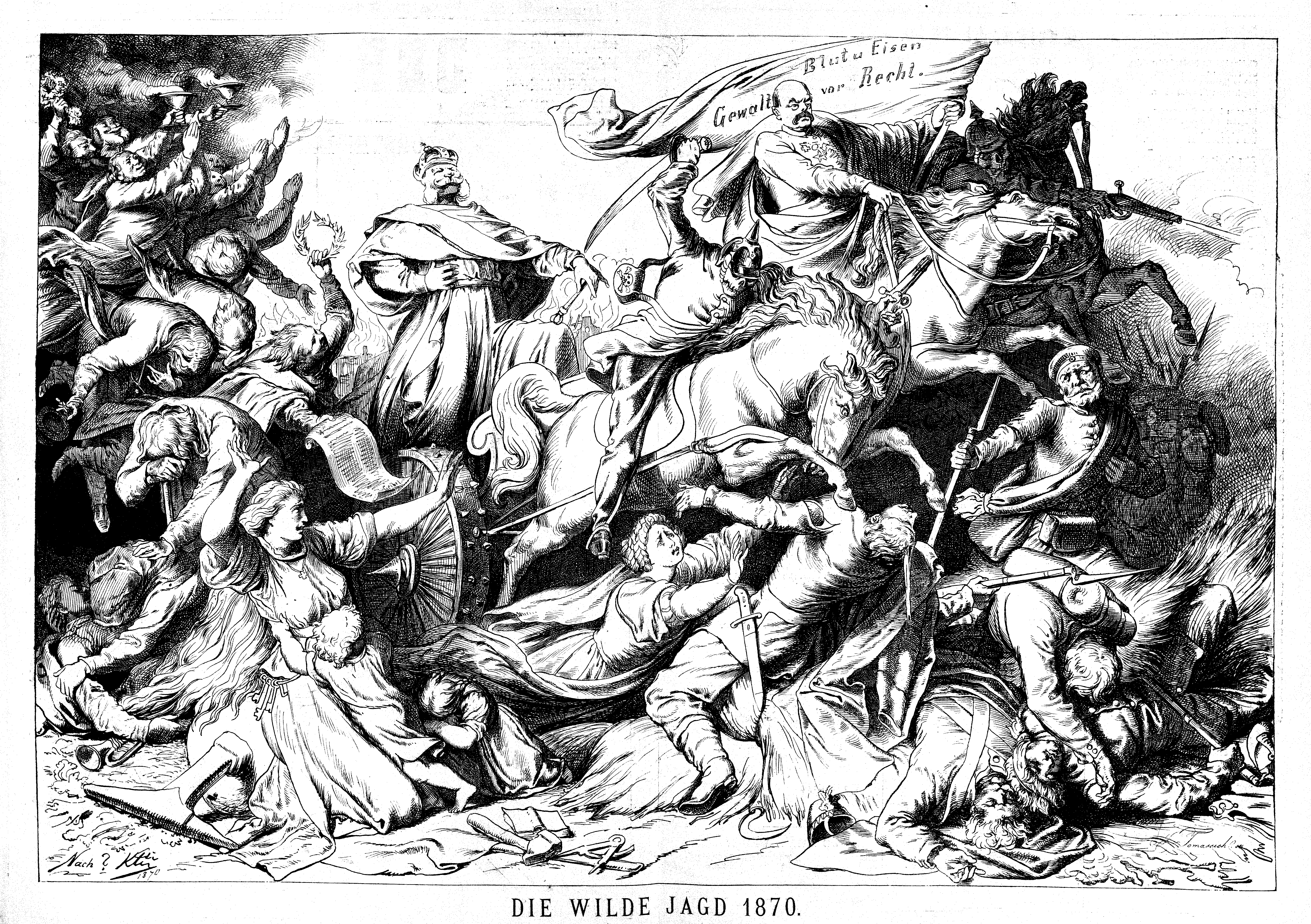
La cacería salvaje 1870: El primer ministro prusiano Bismarck sostiene una bandera en un campo de batalla de la guerra franco-prusiana con la inscripción „Blut u Eisen / Gewalt vor Recht.“ (“Sangre y hierro / Violencia antes que justicia”). Le acompañan a izquierda y derecha esqueletos que simbolizan la muerte. El rey de Prusia Guillermo I los sigue en un carro triunfal. El monarca se muestra ante una multitud en parte desesperada y en parte entusiasta al margen. La palabras “sangre y hierro” que aparecen en la bandera fueron empleadas por Bismarck en un discurso del día 30 de septiembre de 1862, que se relaciona con otro discurso del primer ministro del día 27 de enero de 1863, donde se le atribuyeron las palabras “poder antes que derecho”. En la bandera, la frase sufre un cambio por la frase “violencia antes que derecho”. Bismarck, sin embargo, negó la autoría de la frase. Caricatura de Karel Klíč del periódico satírico austriaco Der Floh (1869–1919) del día 25 de diciembre de 1870.

Sangre y hierro (alemán: Blut und Eisen) es una metáfora cuyos orígenes históricos tempranos se remontan a las armas de hierro. En Alemania, el término se utilizó principalmente desde las guerras de Coalición. “Sangre y hierro” se asoció en el siglo XIX y principios del siglo XX a la idea de la construcción de la nación alemana, fundada por medios militares o de un Estado de poder con un enfoque militar. El eslogan “sangre y hierro” ganó notoriedad a través de un discurso pronunciado por el primer ministro prusiano Otto von Bismarck durante el conflicto constitucional prusiano el 30 de septiembre de 1862 ante la comisión de presupuesto de la cámara de representantes de Prusia. Como resultado de ello, tanto los opositores como los partidarios del primer ministro vieron el par de palabras como una estrategia de la política bismarckiana: el objetivo de “sangre y hierro” sería distraer la atención de las tensiones políticas internas a través de éxitos de la política exterior.
Bajo la influencia de las llamadas guerras de unificación alemana de 1864, 1866 y 1870/1871, el término se convirtió en un mito fundacional del Imperio alemán. Por lo tanto, Bismarck utilizó “sangre y hierro” para romper violentamente la resistencia de siglos de otras potencias europeas contra un Estado alemán unificado y unió a los estados alemanes mediante operaciones militares conjuntas. El dominio de los militares y del Estado autoritario en la sociedad del Imperio Alemán se basó en gran medida en esta narrativa. Después de la Primera Guerra Mundial, “sangre y hierro” representó un contraste histórico para las fuerzas deextrema derecha con el gobierno de la República de Weimar, que era percibido como débil en términos de poder. Los nacionalsocialistas intentaron situarse en la tradición de política exterior de “sangre y hierro” de Bismarck.

## Desarrollo del término antes de 1862

### Origen
La conexión lingüística entre las palabras “sangre" y "hierro” tiene su origen en la aparición de las armas de metal. El equipamiento militar era inicialmente de bronce y posteriormente de hierro. La epopeya griega de la Ilíada ya entrelazaba escenas de batalla con descripciones de “sangre y hierro”. Un nivel adicional de significado para la expresión se puede encontrar por primera vez en un comentario del maestro romano de retórica Quintiliano o de uno de sus alumnos. El pasaje dice: “Asesinato parece significar sangre y hierro” (“Caedes videtur significare sanguinem et ferrum”). Las palabras provienen de una definición legal del crimen. Según esta interpretación, “matar con un arma de hierro que haga fluir la sangre” se consideraba asesinato en el sentido legal.

### Período de las guerras de coalición.
El lema “sangre y hierro” ganó popularidad durante las guerras de coalición de principios del siglo XIX. De esta manera, los partidarios del nacionalismo alemán pidieron luchar contra el gobierno de Napoleón. La idea detrás de esto era que el establecimiento de un Estado nación alemán sólo podría lograrse mediante la fuerza militar. Esta idea siguió estando muy extendida entre la burguesía liberal en las décadas siguientes. La metáfora de “sangre y hierro” también se reflejó en los poemas nacionalistas de los escritores Max von Schenkendorf, Theodor Körner y Ernst Moritz Arndt. Según el estudioso alemán Gunnar Müller-Waldeck, su poesía contribuyó a que “sangre y hierro” se convirtiera en la clave de “un sistema de valores heroico y paternalista ”: el ideal de un “imperio popular defensivo” era inherente al topos.
“Sangre y hierro” jugó un papel importante, especialmente en el poema La Cruz de hierro, escrito en 1813 durante las Guerras de Liberación. Fue escrito por el estudiante y voluntario de guerra Max von Schenkendorf:

Denn nur Eisen kann uns retten,

Und erlösen kann nur Blut

Von der Sünde schweren Ketten,

Von des Bösen Übermut.
Porque sólo el hierro puede salvarnos,

y sólo la sangre puede redimirnos

de las pesadas cadenas del pecado,

de la arrogancia del mal.

En el poema, Schenkendorf elogiaba la Cruz de hierro, una orden militar al mérito fundada en 1813 y concedida en Prusia por logros especiales en la guerra. También hay una referencia a “sangre y hierro” en la canción patria de Arndt de 1812: “Hoy queremos enrojecer el hierro, hombre por hombre / con sangre”.

### La época de la construcción de la nación italiana
La idea de una unificación nacional impuesta por la fuerza, con “sangre y hierro”, fue reactivada por la Guerra de Cerdeña de 1859. Bajo la dirección del Reino de Cerdeña-Piamonte, tomó forma un Estado nación italiano. Por tanto, la mayoría liberal de la Cámara de Representantes prusiana creía que la cuestión alemana sólo podía resolverse por medios militares. También existían creencias similares en el movimiento nacional italiano. El posterior primer ministro italiano, Camillo Benso von Cavour, declaró que “la cuestión italiana sólo conoce una solución: el cañón”. Sin embargo, la comprensión de Cavour de una política de “sangre y hierro” difería de la del posterior Primer Ministro prusiano Bismarck. Mientras Bismarck contrastaba la guerra como medio político con los supuestamente débiles “discursos y resoluciones mayoritarias” del parlamento en su discurso “sangre y hierro” de 1862, Cavour reconoció las mayorías parlamentarias como un factor de poder para su política. Bismarck utilizado en 1859 – En ese momento todavía se desempeñaba como embajador de Prusia en San Petersburgo. – una frase similar a “sangre y hierro”. Habló de la frase latina " ferro et igni ", que significa "a través del hierro y el fuego". Con este mandato, Bismarck se pronunció a favor de hacer valer más vigorosamente los intereses prusianos en la Confederación Alemana, si fuera necesario mediante el uso de medios militares. El compromiso de los soldados austriacos durante la guerra de Cerdeña fue una oportunidad política adecuada para ello. Bismarck quiso decir literalmente que las obligaciones federales de Prusia con la Confederación Alemana “tarde o temprano ferro et igni [traducido: a través del hierro y el fuego] tendrán que sanar”.

## El “Discurso de sangre y hierro” de Bismarck de 1862

### Contenido
Nombrado Primer Ministro de Prusia en 1862, Bismarck retomó la expresión “sangre y hierro” durante el conflicto constitucional prusiano. El trasfondo fue una disputa sobre cuestiones de política militar entre la cámara de representantes de Prusia y la Corona. El 23 de septiembre de 1862, la cámara de representantes eliminó todos los costos de la reforma del ejército del presupuesto estatal y envió una comisión de presupuesto para negociar con el gobierno. En la reunión del 30 de septiembre de 1862, Bismarck pronunció ante la comisión su llamado discurso "Sangre y hierro". Los investigadores todavía debaten sus motivos exactos hasta el día de hoy. Según el historiador Lothar Gall, Bismarck intentó restar importancia al conflicto. Bismarck había prometido a los diputados la posibilidad de una política exterior común. El historiador Hans-Ulrich Wehler, sin embargo, cree que Bismarck sólo quería explorar "posibilidades de acuerdo" con el parlamento durante su comparecencia. El primer ministro sólo se mostró “moderado en algunos momentos”. Bismarck dijo a los diputados de la comisión de presupuesto:

Alemania no mira al liberalismo de Prusia, sino a su poder; Baviera, Württemberg, Baden pueden entregarse al liberalismo, por lo que nadie les instruirá para que desempeñen el papel de Prusia; Prusia debe concentrar sus fuerzas y mantenerlas unidas para aprovechar el momento favorable, que ya se ha perdido varias veces. Las fronteras de Prusia según los Tratados de Viena Congreso de Viena no son propicias para una vida estatal saludable. Las grandes cuestiones de la época no se deciden con discursos y decisiones mayoritarias -ese fue el gran error de 1848 y 1849- sino con sangre y hierro.

### Interpretación
Con esta formulación, Bismarck intentó ganarse a la cámara de representantes prusiana para la reforma del ejército. Sostuvo que la revolución de 1848/1849 no logró su objetivo de unificación nacional debido a la falta de poder militar. Si Bismarck, con su discurso de 1862, ya tenía en mente el objetivo a largo plazo de la unificación alemana o simplemente estaba haciendo una declaración sobre la actual política de poder de Prusia, es un tema controvertido en la investigación. El propio Bismarck interpretó su afirmación décadas después en el primer sentido. En un debate sobre la cuestión polaca en la cámara de representantes prusiana el 28 de enero de 1886:

No soy responsable de que no me entendieran en aquel entonces. Hablé de ello con bastante claridad en las declaraciones bien conocidas, y no del todo conocidas, marcadas con las palabras "sangre y hierro", quizás más claramente de lo que era posible en ese momento. Eran cuestiones militares y
yo había dicho: Poned en manos del rey de Prusia una fuerza militar tan fuerte como sea posible, es decir, tanta sangre y hierro como sea posible, entonces él podrá hacer la política que queréis; ella no se hace a sí misma con discursos, festivales de tiro y canciones, sólo se hace a través de 'sangre y hierro'. [...] Esa es la cuestión. Quizás me habrían comprendido si no hubiera tenido demasiados rivales en este ámbito de la consolidación de Alemania en aquel momento.

El historiador Lothar Gall también interpreta las palabras de Bismarck de 1862 como una “oferta de cooperación en el sentido de una política nacional decididamente progresista de la Kleindeutsche Lösung”. Michael Epkenhans, sin embargo, advierte contra la sobreestimación del discurso de “sangre y hierro”. La principal preocupación de Bismarck no era "implementar la pequeña solución alemana que exigía el movimiento nacional". Más bien, para Bismarck era crucial mantener una posición de igualdad con Austria en la Confederación Germánica. Para tal aumento del poder de Prusia, Bismarck también estaba dispuesto a "adoptar los deseos del movimiento nacional [...]". Dieter Hein también cree que el discurso no indica ningún "programa político nacional claramente definido" por parte de Bismarck. La imagen de la política del nuevo Primer Ministro, que desde el principio apuntaba a la unificación nacional en Alemania, es más bien una atribución retrospectiva de sus contemporáneos.

Prusia (azul) en la Confederación Alemana; La zona celeste sólo perteneció al gobierno federal de 1848 a 1851.

El historiador Wolfram Wette, sin embargo, clasifica el discurso como una “intención programática” por parte de Bismarck. El Primer Ministro ya había querido esbozar “el camino hacia la unificación alemana” bajo el dominio prusiano y había asumido un claro compromiso antiliberal con el “Estado militar y de poder prusiano” existente. El historiador británico Richard J. Evans explica también las palabras de Bismarck sobre “sangre y hierro” con los intereses del poder prusiano: El Congreso de Viena de 1814/1815 había reforzado la división territorial del territorio estatal prusiano. Las provincias económicamente prósperas del oeste (Renania y Westfalia) estaban separadas de las zonas orientales de Prusia, entre otras cosas, por el Reino de Hannover. Con “sangre y hierro”, Bismarck habría querido principalmente presentar su objetivo militar de un territorio nacional contiguo. Bismarck no vio sistemáticamente otra salida que la “destrucción de la Confederación Alemana”.  Christoph Nübel interpreta el discurso en el sentido de que Bismarck veía la guerra como un posible medio de política. En esto no se diferenciaba de otros jefes de gobierno de su época.

### Respuesta pública inmediata
La frase original de Bismarck “hierro y sangre” se hizo pública poco después bajo la forma modificada “sangre y hierro”. El discurso provocó protestas entre los parlamentarios. Ellos y el público liberal acusaron a Bismarck de querer establecer una “tiranía basada en aventuras de política exterior” (Eberhard Kolb). La prensa también describió a Bismarck como un “hombre violento y sin escrúpulos” en referencia al discurso “sangre y hierro”. El objetivo de una política de “sangre y hierro” es distraer la atención de los conflictos políticos internos mediante futuros éxitos en política exterior. Esta valoración la expresó Rudolf Virchow, portavoz del Partido Progresista alemán, durante la reunión de la Comisión de Presupuesto. El propio Bismarck intentó contrarrestar tal interpretación. Poco después de su discurso – también durante la reunión - él explicó:

Buscar conflictos externos para superar las dificultades internas, eso sería frívolo [...]. Él no quiere negociar, sino que habla de conflictos de los cuales no podríamos escapar aun sin buscarlos.

Personalidades conocidas de Prusia también comentaron las palabras de Bismarck. El escritor Rudolf Löwenstein, miembro del Partido del Progreso de Berlín, invirtió el significado original de “sangre y hierro” durante un discurso ante amigos del partido en octubre de 1862: la unidad nacional en Alemania sería tan segura “como necesariamente debe serlo una ley de la naturaleza”. cumplido.”; Por supuesto no con hierro y sangre, sino con hierro y carbón. Con el lema "hierro y carbón", Löwenstein recogió la idea, entonces muy extendida, de que el auge económico de entonces uniría a los estados alemanes. Las industrias del hierro y el carbón constituyeron una base importante. La cantidad de hulla extraída sólo en la zona de la Unión Aduanera Alemana aumentó de 3,5 millones de toneladas en 1850 a 26,3 millones de toneladas en 1869. Durante el mismo período, la producción de arrabio aumentó de 220.000 toneladas a 1.413.000 toneladas. El historiador Heinrich von Treitschke, partidario de una solución violenta de la Pequeña Alemania bajo el liderazgo prusiano, también se mostró negativo sobre el discurso de Bismarck en 1862. En una carta, Treitschke confiaba a su amigo Wilhelm Nokk:

Ya sabes con qué pasión amo Prusia, pero cuando oigo a un junker tan superficial como este Bismarck alardear del hierro y la sangre con los que quiere subyugar a Alemania, la mezquindad me parece superada por la ridiculez.

El historiador Thomas Nipperdey explica estas valoraciones de los posteriores “admiradores de Bismarck” diciendo que Bismarck violó las normas del lenguaje político de su época con su brutal formulación de “sangre y hierro”. Muchos liberales ya habían estado a favor de una política de “sangre y hierro”, pero no la habían articulado públicamente en ese lenguaje. 

## Recepción después de 1862

### Período de la fundación del imperio

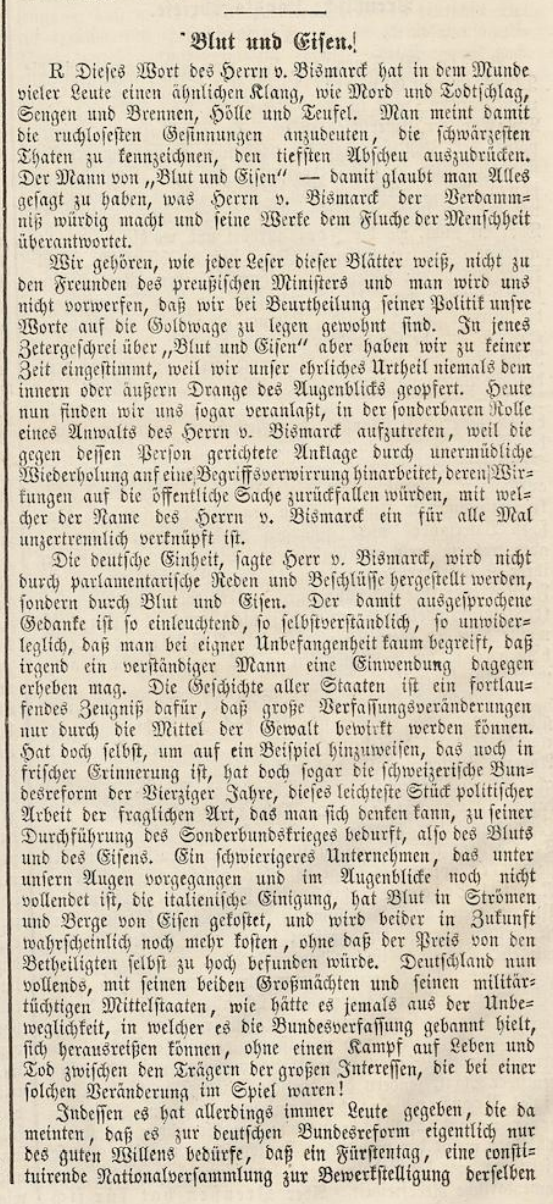
Comienzo del ensayo de August Ludwig von Rochau sobre la política de “hierro y sangre” de Bismarck, semanario de la Asociación Nacional núm. 85 de 3. enero de 1867

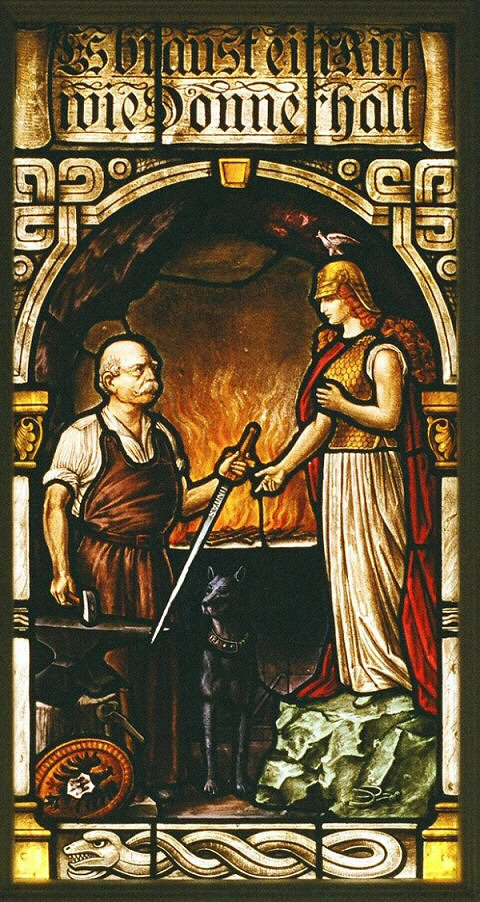
Bismarck, como herrero, presenta la espada a Germania. Ventana de cristal en la casa de los StMV Blaue Sänger Göttingen (hacia 1908) basada en un cuadro de Guido Philipp Schmitt

La imagen marcial como un “hombre de sangre y hierro” se convirtió en parte integral del mito de Bismarck. Tanto los oponentes como los partidarios de Bismarck vieron “sangre y hierro” como la idea principal de su política. La imagen del “Canciller de hierro” se consolidó aún más con las guerras contra Dinamarca en 1864, contra Austria en 1866 y contra Francia en 1870/1871. Bismarck finalmente adquirió una reputación pública como belicista, aunque en general se pasó por alto que también había grupos del lado de los oponentes prusianos a la guerra que estaban dispuestos a seguir una política exterior agresiva. La caracterización guerrera de Bismarck en público continuó incluso después de que Bismarck decidió ya no buscar una mayor expansión del Imperio Alemán.
Unos años después del discurso de 1862, “sangre y hierro” sufrió una reinterpretación positiva: Bismarck creó el Estado nación alemán en una lucha entre la cultura alemana y los pueblos romances a través de “sangre y hierro” o las guerras de unificación. Esto puso fin a siglos de tutela de Alemania por parte de los estados vecinos. La historia requirió un alto nivel de sacrificio durante la Primera Guerra Mundial. En el ensayo Blut und Eisen de 1867, el periodista August Ludwig von Rochau se distanció de su anterior actitud crítica hacia Bismarck. Su política nacional ha tenido éxito, por lo que la evaluación moral de las medidas del gobierno tiene una importancia secundaria. El estudioso alemán Rolf Parr atribuye el impacto público de las palabras “sangre y hierro” a la popularidad de la época de una combinación lingüística de símbolos de la naturaleza y la tecnología. Con “hierro” los contemporáneos habrían pensado simbólicamente en la herrería, la fundición o la arquitectura. En consecuencia, Bismarck fue interpretado como un "herrero" del Imperio alemán que unió a los países individuales. Siguiendo esta imagen, los contemporáneos también describieron a Bismarck como un “artista” creativo que creó una “obra de arte”, el Imperio Alemán, con “sangre y hierro”.
Según Armin Jähne, “sangre y hierro” también se han convertido en el lenguaje común desde el discurso de Bismarck en sinónimos de “política violenta, presión militar y guerra”. “Sangre y hierro” estuvo estrechamente relacionado con un cambio de comprensión de la política. En el contexto del Estado-nación italiano y las nuevas acciones de Bismarck, los ideales de la revolución de 1848/1849 parecieron perder fuerza y, por el contrario, la acción del Estado-militar ganó en importancia. En un llamamiento de 1869, el Partido Popular Católico definió “sangre y hierro” como una política que “ve a las personas sólo como un objeto del militarismo y sus actividades sólo como una fuente de impuestos”. Como muchos demócratas, el diputado y médico prusiano Johann Jacoby criticó el cambio de humor público a favor de una política de “sangre y hierro” como resultado de la guerra alemana de 1866:

No nos engañemos sobre la importancia política de los éxitos militares. Aunque es posible que otros pueblos de Europa hayan logrado su unidad estatal mediante la violencia, mediante una especie de política de sangre y hierro, el pueblo alemán, como lo atestigua una historia milenaria, siempre ha resistido con éxito tales intentos de unificación.

Según Jacoby, la unidad impuesta militarmente por Prusia contradecía la tradición histórica de libertad en Alemania. Jacoby se mantuvo así en una posición que se expresó a menudo durante la revolución de 1848/1849. Durante la fundación del imperio, sin embargo, hubo una tendencia a que la mayoría de los liberales estuvieran ahora dispuestos a permitir que el ideal de libertad política pasara a un segundo plano frente al de unidad nacional. La unidad, según la opinión frecuentemente sostenida, sólo puede lograrse en términos de “ realpolitik ” a través de la política de poder. El Volkszeitung del 18 de agosto de 1865. Declaró que la unidad  Estado-nación lograda a través de “sangre y hierro”, “incluso si fuera posible, destruiría los últimos vestigios de libertad”. La implementación prusiana de la unidad alemana no sólo dividió a las fuerzas liberales. El socialdemócrata Wilhelm Liebknecht abogó por una mayor solución alemana y criticó la política nacional del poder prusiano. Un poema suyo de 1868 lo atestigua:

Durch Blut und Eisen eint man Knechte –

So sollen wir nun ewig steh’n!

Auf, laß uns, Gott der Menschenrechte,

Zur Einheit durch die Freiheit geh’n! 
Los sirvientes están unidos por la sangre y el hierro.

¡Se supone que debemos permanecer así para siempre!

Levántate, Dios de los derechos humanos,

¡Vayamos a la unidad a través de la libertad!

### El imperio alemán
En el Imperio Alemán, “sangre y hierro” jugaron un papel importante en la interpretación de la historia alemana. Las consignas a menudo se contrastaban con el fallido intento de unificación nacional de 1848/1849, la "revolución desde abajo". En consecuencia, la creación exitosa del Imperio Alemán fue el logro de los militares y una “revolución desde arriba” que emanaba del Estado prusiano. Así, la idea nacional de “sangre y hierro” dio a los oficiales un alto nivel de reconocimiento entre la clase media alemana. Wolfram Wette ve "sangre y hierro" como el "patrón de pensamiento" central del militarismo alemán de la época: el término está asociado con la idea de "un papel positivo de la violencia en la historia", que no sólo apoyó a los partidarios del nacionalismo, pero también representó el primer movimiento obrero alemán. Sin embargo, el patrón de pensamiento de “sangre y hierro” también recibió críticas: el término “Fe de espada” surgió como un contratérmino pacifista de “sangre y hierro”, acuñado por el educador Friedrich Wilhelm Foerster, para quien esta creencia era una expresión. de una “idolatización general del poder” en Alemania. Con él, el movimiento por la paz criticó la actitud militarista de la sociedad. Foerster interpretó la “creencia en la espada” como un síntoma de una “enfermedad nacional”.
La escritora Gabriele Reuter la utilizó en su novela socialmente crítica "Aus guter Familie. Leidensgeschichte eines Mädchens (De una buena familia. La historia de sufrimiento de una niña) publicada en 1895 para criticar el sistema nacional existente. El protagonista principal de la novela visita un spa hacia el final del libro. Reuters escribe sobre el complejo de spa:

Mujeres, mujeres, nada más que mujeres. Cientos de ellas, procedentes de todas partes de la patria, acuden a los manantiales de acero, como si la riqueza de sangre y hierro con la que se forjó el imperio alemán hasta alcanzar una grandeza poderosa hubiera sido succionada de las venas y los huesos de sus hijas, y no pudieran soportarlo, recuperar la pérdida.

Según Peter Sprengel, la referencia de Reuters a “sangre y hierro” crea un vínculo con el estilo político antiparlamentario de Bismarck y la actitud bélica-militarista del Imperio Alemán. Los protagonistas de la novela sufren en estas condiciones. Según Jenny Bauer, la alusión de Reuters a “sangre y hierro” pretende mostrar a las mujeres en particular como soldados que, a pesar de su maternidad “constitutiva de imperio”, encuentran poco alivio en la sociedad.
En su novela Frau Jenny Treibel, el escritor Theodor Fontane también aludió irónicamente a “sangre y hierro”: Durante una cena, el personaje de la novela Corinna Schmidt, hija de un profesor de secundaria, dice que el propietario de la fábrica Treibel representa una “teoría de sangre y hierro”. Corinna se refiere al hecho de que Treibel hace pintura azul para uniformes. Por este motivo, el empresario está convencido de que debe adoptar una actitud militar. Se presenta con un teniente, fracasando finalmente, en la campaña electoral regional.
En 1898 Guillermo II de Alemania utilizó el concepto para justificar la Zuchthausvorlage, un proyecto de ley penitenciario. El proyecto de ley, que iba dirigido contra el movimiento obrero socialdemócrata, fue precedido por una huelga de albañiles en Potsdam. El monarca consideró una provocación la protesta pública en las inmediaciones del Nuevo Palacio de Potsdam, su residencia. En el Preußisches Staatsministerium (Ministerio de Estado prusiano) habló de “confiar en las bayonetas en caso de emergencia, ya que parece que no se pueden lograr condiciones saludables internamente en Alemania sin sangre y hierro”. Al hacerlo, trasladó la frase “sangre y hierro” al ámbito de la política interior. El proyecto de ley resultante del gobierno pretendía restringir masivamente la posibilidad de hacer huelga. Sin embargo, el rechazo del proyecto de ley por parte del Reichstag significó que el plan del emperador fracasó.

### Período de las guerras mundiales y de entreguerras

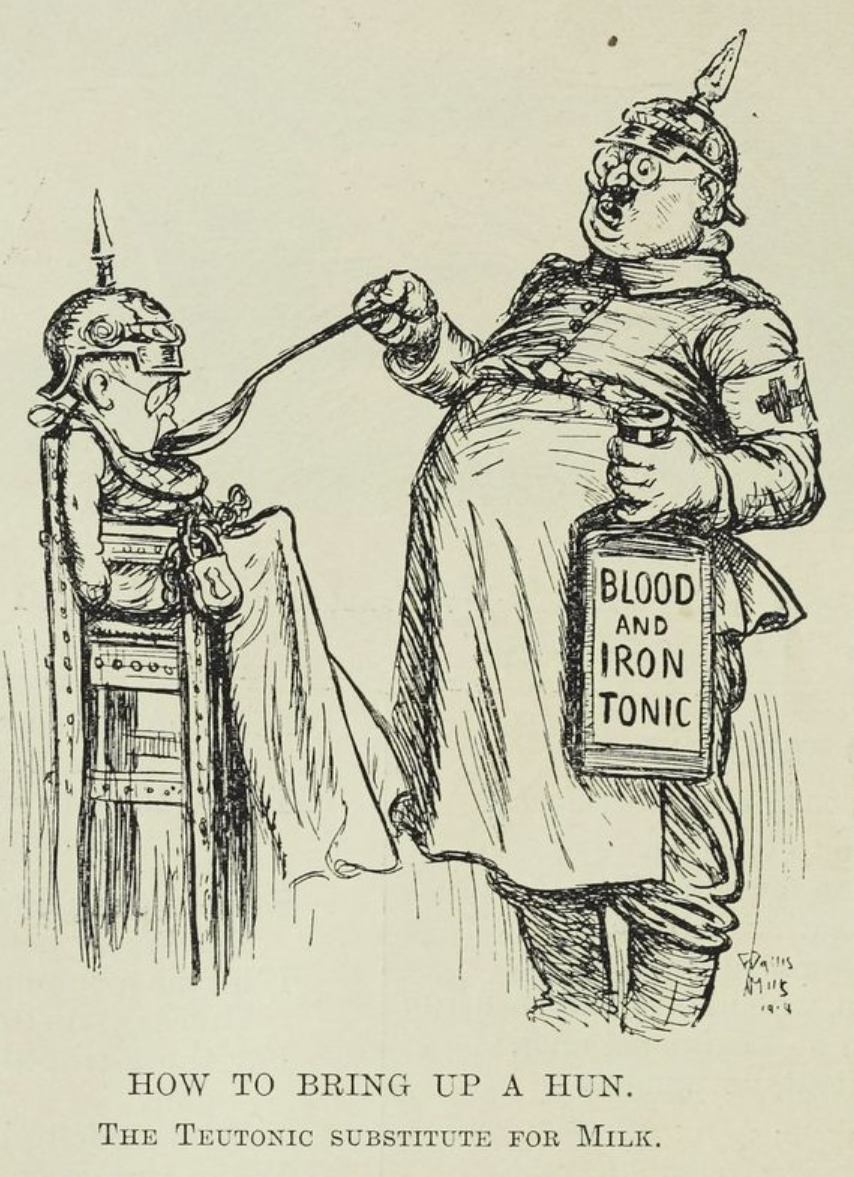
La caricatura británica, creada como propaganda durante la Primera Guerra Mundial, muestra a un soldado alemán alimentando a un niño pequeño. Con una cuchara de gran tamaño, le da al niño un tónico que, según la etiqueta del frasco, es un “Tónico para sangre y hierro”. Sirve como sustituto de la leche materna. El niño está encadenado a una silla y lleva un casco con púas, que pretendía retratar a los alemanes no sólo como militaristas, sino también como crueles torturadores de sus propios hijos. Caricatura de la revista satírica británica Punch (“Cómo criar a un huno ” del 11 de noviembre de 1914).

El mito de Bismarck siguió desempeñando un papel importante durante la Primera Guerra Mundial. Los partidarios alemanes de la anexión invocaron la política de “sangre y hierro” de Bismarck. Después de que Alemania perdió la Primera Guerra Mundial, la imagen de Bismarck cambió en general. El canciller del Reich se convirtió en una figura simbólica antirrepublicana para las fuerzas políticas de derecha y defendía un pasado alemán supuestamente glorioso. El pastor berlinés Otto Dibelius, públicamente influyente, utilizó el lema “sangre y hierro” en 1919 para criticar el Tratado de Versalles. Creía que gracias a este orden de paz “nada más que la idea de la liberación a través de sangre y hierro podría vivir en los corazones de los hombres alemanes de ahora en adelante”. Con estas palabras, Dibelius esperaba y exigía una revisión militar del Tratado de Versalles. Las fuerzas nacionalistas también utilizaron este par de palabras para criticar la tensa situación de la política exterior del gobierno de Berlín. Heinrich Claß, presidente del Alldeutscher Verband, acusó en 1923 al canciller Wilhelm Cuno de no seguir una política de “sangre y hierro”. Según el criterio de Claß, Bismarck nunca habría tolerado una ocupación francesa de Renania. El logro histórico de Bismarck de “liberar” a Alemania había sido desperdiciado. A partir de “sangre y hierro”, entre otras cosas, el publicista August Georg Kenstler, que militaba en el Völkisch, difundió sistemáticamente por primera vez la fórmula “Blut und Boden”. Este término se utilizó más tarde para desarrollar una política agrícola y una ideología de base racial.
Los nacionalsocialistas situaron sus actividades de política exterior en la tradición de "sangre y hierro": el rearme de la Wehrmacht, la voluntad de asumir riesgos diplomáticos y los preparativos para la guerra se compararon con el primer período de Bismarck. Al mismo tiempo, políticos nazis como Adolf Hitler también se distanciaron de Bismarck. La política exterior cada vez más cautelosa del ex primer ministro prusiano después de 1870 y su solución de la pequeña Alemania que excluía a Austria no encajaban con las ideas nacionalsocialistas. Sin embargo, el propio Hitler a menudo se refería a frases que Bismarck había utilizado y que ahora eran parte del uso común. Así jugó el día 28. En julio de 1922, durante un discurso en Múnich ante partidarios del partido, Hitler se refirió al discurso de Bismarck “Sangre y hierro” de 1862. En ese momento era el único líder del partido NSDAP. y afirmó que Bismarck ya había dicho que “los destinos de los pueblos” […] se decidían “no mediante decisiones mayoritarias” y “tratados, sino con sangre y hierro”. Con la formulación que falseaba el contenido del discurso de Bismarck, Hitler intentó justificar históricamente su propia aversión a los tratados internacionales.
La referencia de los gobernantes nazis a “sangre y hierro” fue caricaturizada en 1934 por el artista John Heartfield. Una de sus obras titulada "El viejo lema del 'nuevo' Reich: sangre y hierro" muestra cuatro hachas ensangrentadas unidas en forma de esvástica. De esta manera, el principal símbolo de los nacionalsocialistas aparece como una herramienta asesina.

### Historiografía reciente
El historiador económico inglés John Maynard Keynes cuestionó el mito de “sangre y hierro” para la fundación del imperio alemán hacia 1920. Según él, “carbón y hierro” y menos “sangre y hierro” habrían hecho posible la unificación nacional de Alemania. “Carbón y hierro” representaban los sectores industriales más importantes de la Confederación Alemana. El liderazgo de Prusia en el desarrollo industrial y económico sobre Austria favoreció la solución de la Pequeña Alemania. El historiador económico alemán Volker Hentschel opina lo mismo: El compromiso de Prusia en materia de política económica en la Confederación Alemana -por ejemplo la fundación de la Unión Aduanera de Alemania– marcó el rumbo del Estado nacional prusiano-alemán mucho antes de las guerras de unificación. Hans-Ulrich Wehler lo contradice, Sosteniendo que la mayoría de los miembros de la Unión Aduanera en la guerra austro-prusiana eran aliados de Austria y lucharon contra Prusia. En su opinión, la evolución hacia un Estado nación dominado por Prusia fue consecuencia de una política de “sangre y hierro” o de las tres guerras de unificación alemanas. Según el historiador húngaro Iván T. Berend, “el carbón y el hierro” contribuyeron a los éxitos militares de Prusia: la fábrica de acero fundido Krupp desempeñó un papel importante en el armamento de guerra. Los cañones de acero prusianos de Krupp tenían un alcance de aproximadamente el doble que los cañones de bronce convencionales de los oponentes de la guerra.
Otra pregunta de investigación relacionada con “sangre y hierro” se refiere a las consecuencias políticas de la fundación del imperio en el sentido de la tesis alemana del Sonderweg. En consecuencia, la unificación nacional a través de “sangre y hierro” habría fortalecido los valores militares hasta tal punto que la sociedad alemana posteriormente difirió mucho de la de países occidentales como Francia, Gran Bretaña y los Estados Unidos de América. Este acontecimiento allanó el camino para que Alemania, entre otros países, entrara en la Primera Guerra Mundial. La gran reputación de los oficiales como resultado de la fundación del imperio, que se impuso “a sangre y hierro”, también impidió que los militares estuvieran subordinados al parlamento, siguiendo la tesis de la vía especial. Dado que el proceso de unificación no se produjo bajo auspicios democráticos, no pudo producirse ningún avance hacia un gobierno responsable ante el parlamento a pesar del sufragio universal. El historiador Jakob Vogel pone estas valoraciones en perspectiva: a pesar de la fuerte influencia del militarismo en el Imperio alemán, la Francia de la Tercera República, por ejemplo, también podría caracterizarse como una “société militaire”, una sociedad militar.